# Třeťák (Cvikov)
Třeťák tvoří spolu s Pivovarským rybníkem soustavu dvou malých rybníčků nalézajících se na východním okraji města Cvikov v okrese Česká Lípa. Rybník je využíván pro chov ryb a v letním období i ke koupání.

## Název
Rybník se v minulosti nazýval Třetí rybník. Tento název je doložen ještě na státní mapě z roku 2002.

## Historie
Rybník byl rekonstruován v roce 2006 a v roce 2017 byla opravena hráz u výpusti.

## Galerie

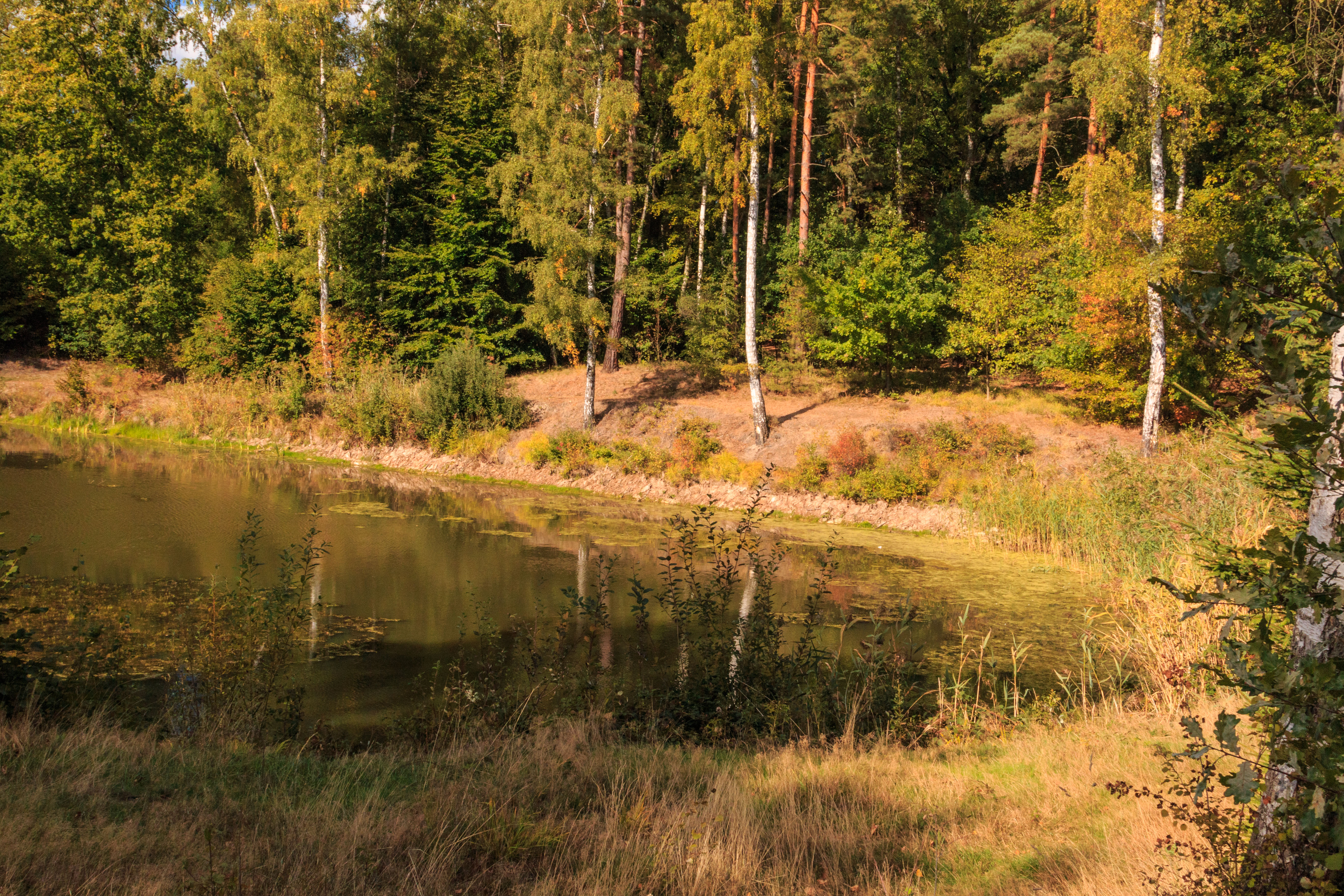
Pohled na severovýchodní část rybníka Třeťák na podzim (2018)
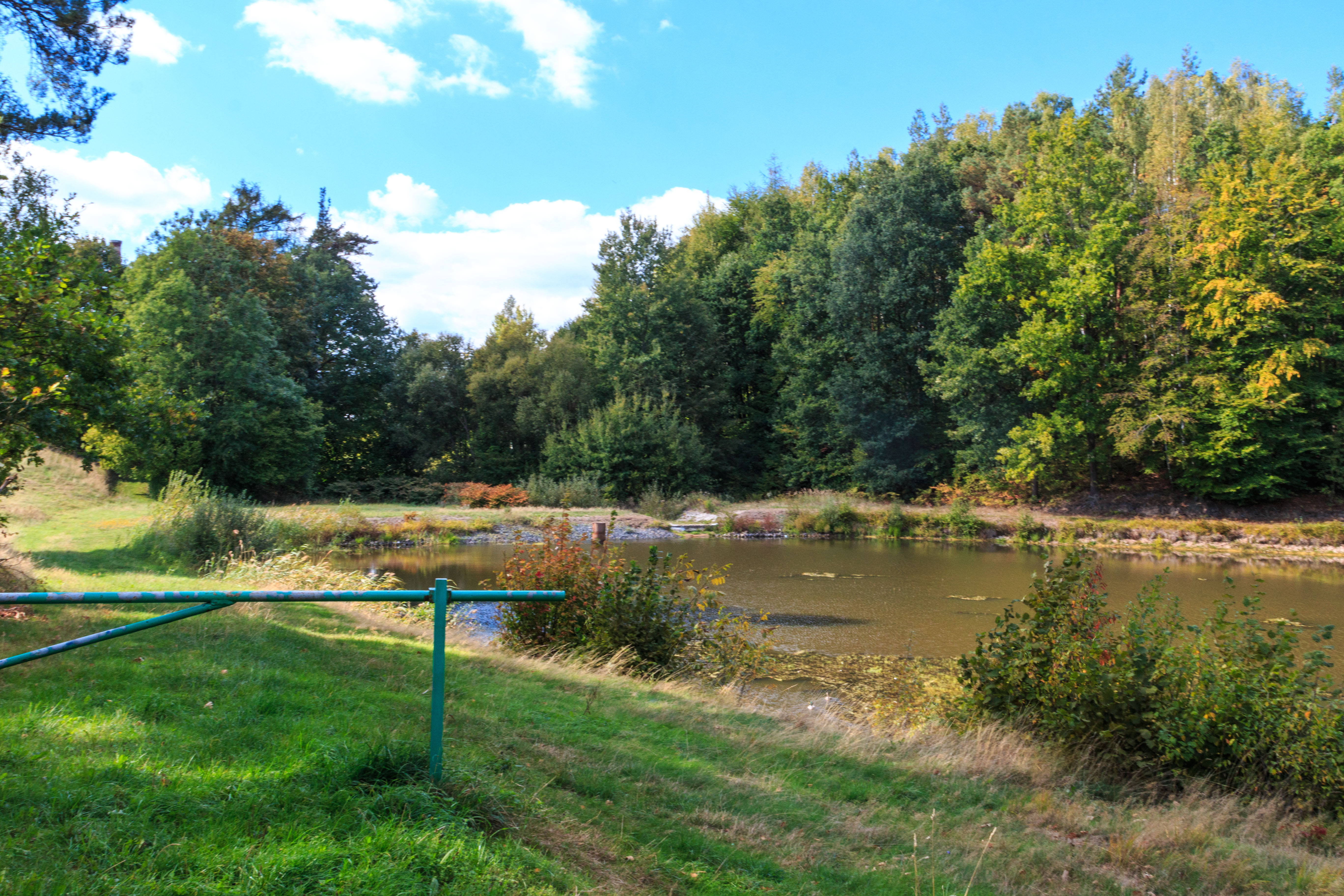
Hráz rybníka Třeťák (2018)
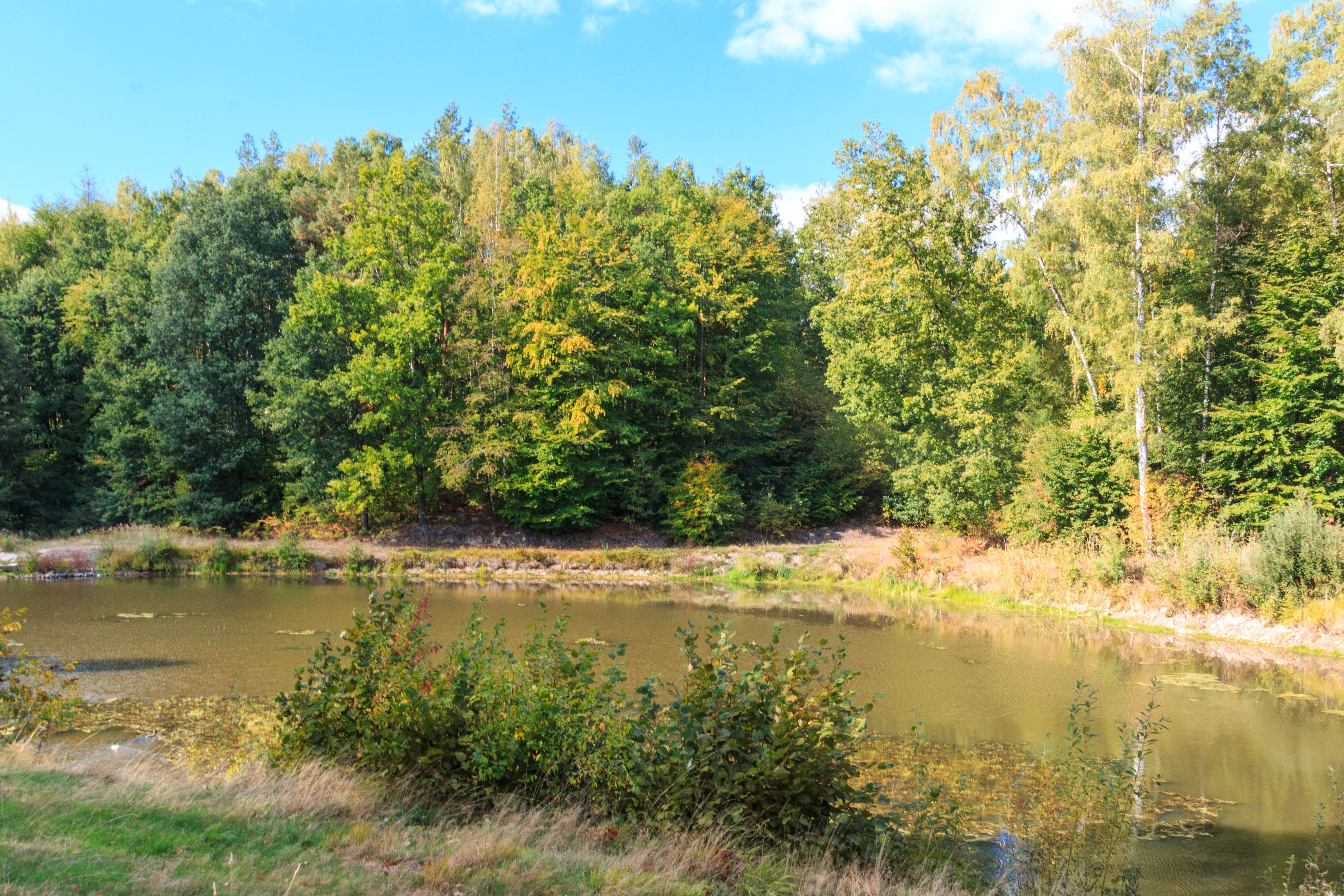
Severní strana rybníka (2018)
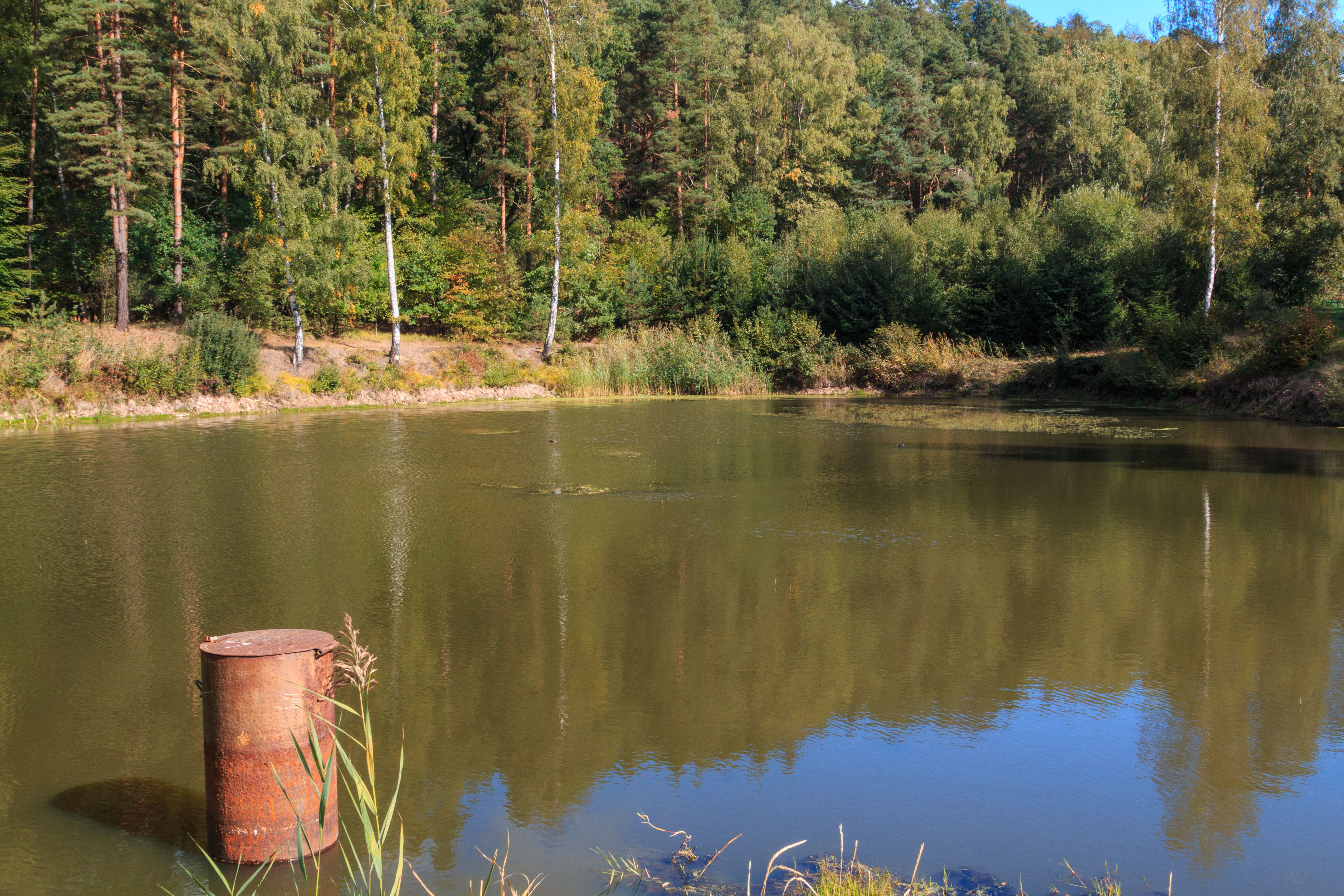
Pohled na východní část Třeťáku (2018)